# Steinebach/Sieg
Steinebach/Sieg település Németországban, Rajna-vidék-Pfalz tartományban. Lakosainak száma 1295 fő (2023. december 31.).

## Népesség
A település népességének változása:
| Lakosok száma | 1281 | 1898 | 1214 | 1283 | 1308 | 1295 |
|               | 1975 | 2017 | 2019 | 2021 | 2022 | 2023 |